# وینچنزو جیانوسا
وینچنزو جیانوسا (انگلیسی: Vincenzo Giannusa؛ زادهٔ ۱ ژوئن ۱۹۸۱) بازیکن فوتبال اهل ایتالیا است.
از باشگاه‌هایی که در آن بازی کرده‌است می‌توان به باشگاه فوتبال لاتینا و باشگاه فوتبال پارما اشاره کرد.